# Jozef Košnár
Jozef Košnár (27. května 1933 Nové Mesto nad Váhom - 27. září 2008 Bratislava) byl slovenský ekonom a vysokoškolský pedagog, po sametové revoluci československý politik, poslanec Sněmovny národů Federálního shromáždění za Komunistickou stranu Slovenska, později za Stranu demokratické levice, v 90. letech poslanec Národní rady SR.

## Biografie
V roce 1958 absolvoval Vysokou školu ekonomickou (dnešní Ekonomická univerzita v Bratislavě). V roce 1962 dosáhl titulu kandidát věd a roku 1983 se stal doktorem věd. Od roku 1956 působil na VŠE v Bratislavě jako odborný asistent, později jako docent v oboru ekonomické teorie. Stal se i vedoucím katedry a proděkanem. V letech 1985-1991 zastával post děkana Národohospodářské fakulty VŠE Bratislava.
Ve volbách roku 1990 byl zvolen do slovenské části Sněmovny národů (volební obvod Bratislava) za KSS, která v té době byla ještě slovenskou územní organizací celostátní Komunistické strany Československa (KSČS). Postupně se ale osamostatňovala a na rozdíl od sesterské strany v českých zemích se transformovala do postkomunistické Strany demokratické levice. Košnár proto přešel do klubu SDĽ. Ve Federálním shromáždění setrval do voleb roku 1992.
Ve volbách v roce 1992 usedl za SDĽ do Slovenské národní rady, která se v roce 1993 po vzniku samostatného Slovenska přetvořila v Národní radu Slovenské republiky, coby nejvyšší zákonodárný sbor. V parlamentních volbách na Slovensku roku 1994 byl zvolen poslancem Národní rady Slovenské republiky za koalici Spoločná voľba, jejíž součástí se Strana demokratické levice stala.
Od roku 1998, po odchodu z aktivní politiky, vyučoval na Katedře veřejných financí Ekonomické univerzity v Bratislavě. Zúčastňoval se vědeckých konferencí, publikoval šest odborných monografií, četné učebnice a odborné články. Byl externím spolupracovníkem Slovenské akademie věd. Byl ženatý, měl dvě děti. V roce 2001 získal Řád Ľudovíta Štúra za „přínos v oblasti veřejných financí a při prosazování národně-státních zájmů Slovenské republiky.“